# Philip Hamilton
Phillip Hamilton (22 de enero de 1782 - 24 de noviembre de 1801) fue el hijo mayor de Alexander Hamilton, el primer Secretario del Tesoro de los Estados Unidos, y Elizabeth Schuyler. Murió a los 19 años, al ser disparado fatalmente en un duelo con George Eacker en Weehawken (Nueva Jersey).

## En la cultura popular
Philip Hamilton no fue objeto de atención para la cultura popular hasta el gran éxito de Broadway Hamilton. estrenado en 2015, donde es interpretado por Anthony Ramos, quien también interpreta a John Laurens. Este personaje es mencionado es el primer acto, especialmente en las canciones "That Would Be Enough", "Yorktown (The World Turned Upside Down)", "Dear Theodosia" donde se está a la expectativa de su nacimiento. En el segundo acto, se vuelve un personaje activo hasta su muerte durante la canción "Stay Alive (Reprise)". 